# Nathalia Ramos
Nathalia Ramos (ur. 3 lipca 1992 roku w Madrycie) – amerykańska aktorka i piosenkarka.

## Życiorys
Ojciec Ramos jest Hiszpanem, natomiast matka Żydówką z Australii. Kiedy Ramos miała dwa lata, jej rodzina przeniosła się do Melbourne w Australii. Dwa lata później przeprowadzili się do Miami Beach na Florydzie, gdzie Ramos mieszka. Nathalia Ramos dorastała w żydowskiej religii.
Pierwszą rolę dostała w serialu Bogaci bankruci (2005), gdzie zagrała rolę Hope Loblaw. W 2007 zagrała Yasmin, jedną z głównych ról w filmie Bratz, za którą dostała nominację do nagrody Złota Malina. Brała też udział w teledysku Prima J's „Rockstar”. Wystąpiła w serialu Tajemnice domu Anubisa – jako Nina wybrana przez Sarę do odnalezienia skarbu. Zagrała również w jednym z odcinków True Jackson jako Dakota North.

## Filmografia
- 2005: Bogaci bankruci jako Hope Loblaw
- 2007: Bratz jako Yasmin
- 2008: True Jackson jako Dakota North
- 2009: 31 North 62 East jako Rachel
- 2011–2012: Tajemnice domu Anubisa jako Nina Martin
- 2013: Dean Slater: Resident Advisor jako Hanna
- 2014: Switched at Birth jako Gretchen
- 2016: Wildflower jako Chloe